# Лебулен
Лебуле́н (фр. Leboulin) — коммуна во Франции, находится в регионе Юг — Пиренеи. Департамент — Жер. Входит в состав кантона Ош-Нор-Эст. Округ коммуны — Ош.
Код INSEE коммуны — 32207.

## География
Коммуна расположена приблизительно в 600 км к югу от Парижа, в 65 км западнее Тулузы, в 7 км к северо-востоку от Оша.
На северо-западе коммуны протекает река Арсон.

## Климат
Климат умеренно-океанический. Лето жаркое и немного дождливое, температура часто превышает 35 °С. Зимой часто бывает отрицательная температура и ночные заморозки. Годовое количество осадков — 700—900 мм.

## Население
Население коммуны на 2010 год составляло 309 человек.
| 1962 | 1968 | 1975 | 1982 | 1990 | 1999 | 2010 |
| ---- | ---- | ---- | ---- | ---- | ---- | ---- |
| 184  | 170  | 120  | 176  | 238  | 285  | 309  |

## Администрация
| Период | Период | Фамилия      | Партия | Примечания |
| ------ | ------ | ------------ | ------ | ---------- |
| 2001   | 2008   | Жермен Лоран |        |            |
| 2008   | 2020   | Ален Марти   |        |            |

## Экономика
В 2010 году среди 198 человек трудоспособного возраста (15-64 лет) 152 были экономически активными, 46 — неактивными (показатель активности — 76,8 %, в 1999 году было 75,0 %). Из 152 активных жителей работали 141 человек (65 мужчин и 76 женщин), безработных было 11 (5 мужчин и 6 женщин). Среди 46 неактивных 19 человек были учениками или студентами, 21 — пенсионерами, 6 были неактивными по другим причинам.

## Фотогалерея

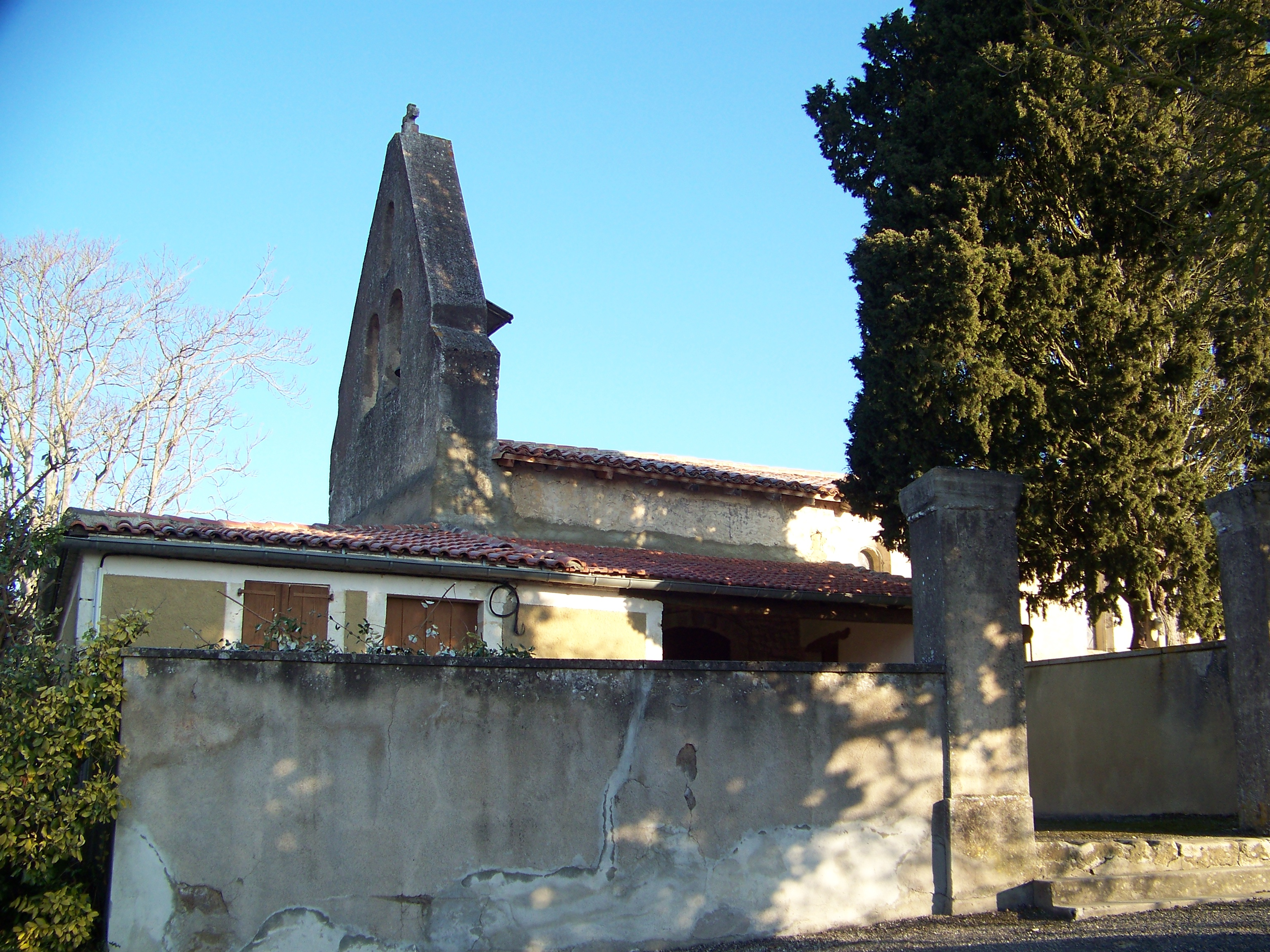
Часовня
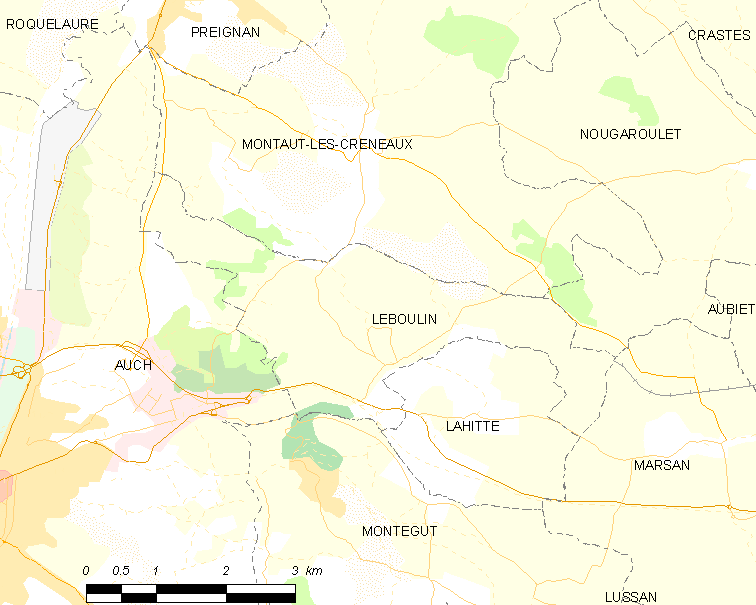
Карта коммуны